# Nouveaux grès rouges
Les nouveaux grès rouges sont un faciès de sédiments continentaux de couleur rouge, défini au Royaume-Uni (Devon) qualifiant une succession de roches sédimentaires détritiques à dominante gréseuse datée du Permien et du Trias.
Ce faciès présente habituellement une matrice ferrugineuse (hématite) lui donnant une couleur rouge caractéristique. Ils se sont déposés en milieu continental (fluviatile et éolien). La présence de quelques niveaux d'évaporites témoigne aussi de dépôts en milieu aride de type sebkha. 
Les nouveaux grès rouges se distinguent des vieux grès rouges qui datent principalement du Dévonien.